# هارولد بيل (صانع إعلانات)
هارولد بيل (بالإنجليزية: Harold Bell)‏ هو صانع إعلانات ‏ أمريكي، ولد في 5 أكتوبر 1919 في يونيون سيتي في الولايات المتحدة، وتوفي في 4 ديسمبر 2009.